# Flughafen Panama–Tocumen

i8
i11
i13

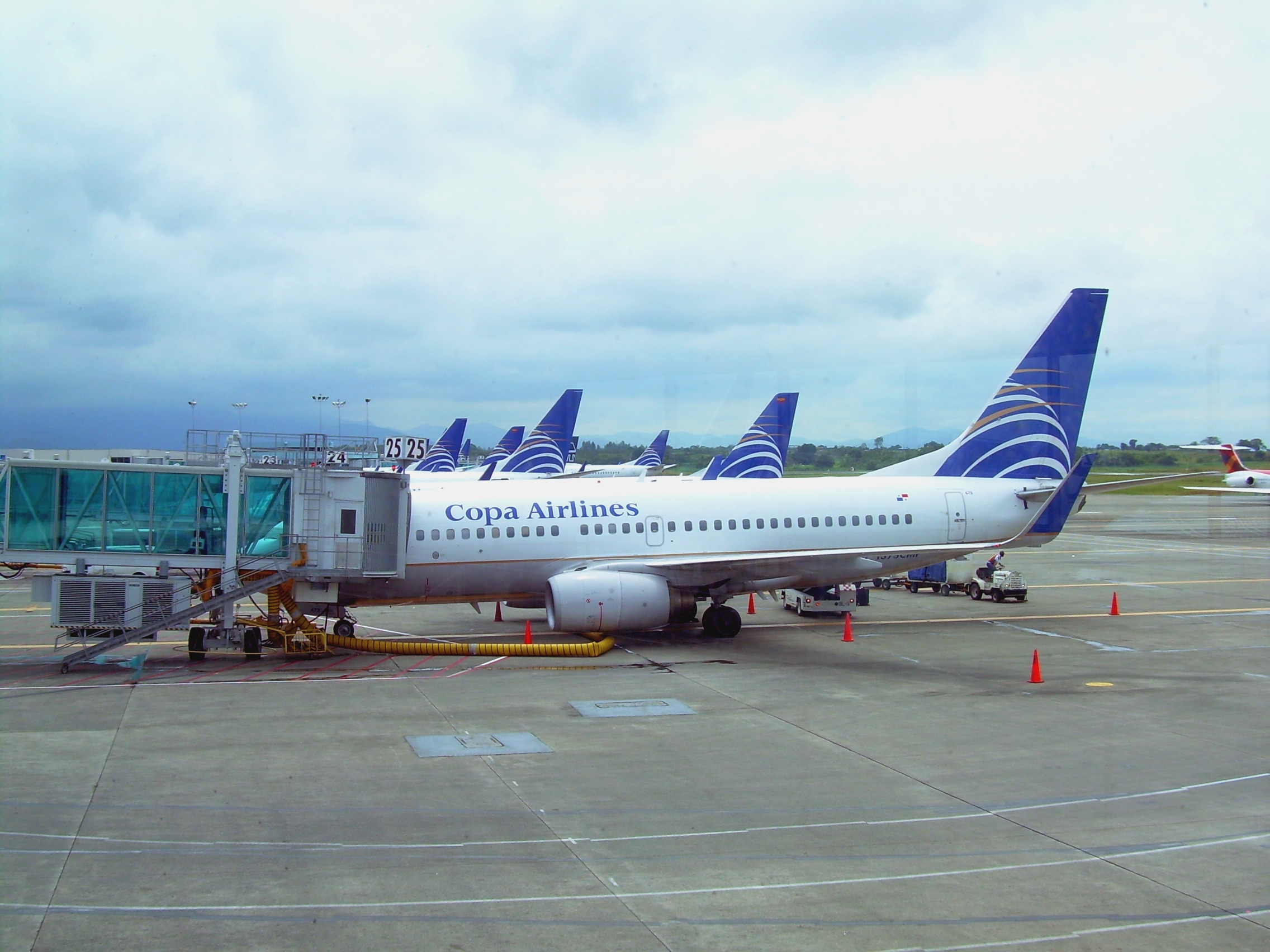
Flugzeug der Copa Airlines am Tocumen International Airport

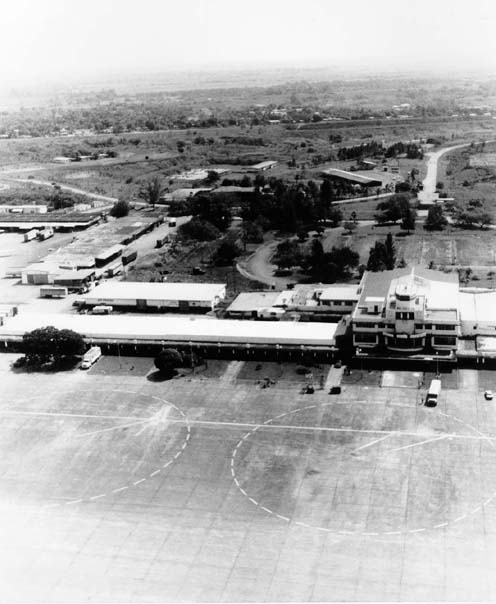
Tocumen Airport mit Terminal nach der US-Invasion in Panama

Der Flughafen Panama–Tocumen (spanisch Aeropuerto Internacional de Tocumen, IATA-Code: PTY, ICAO-Code: MPTO) ist ein internationaler Flughafen bei Tocumen, etwa 24 km östlich der Hauptstadt Panama-Stadt. Der internationale Flughafen Panama-Stadt in Tocumen gilt als regional-bedeutende Umsteigemöglichkeit und dient vornehmlich als Luftfahrt-Drehkreuz der panamaischen Fluggesellschaft Copa Airlines. Der Inlandverkehr wird vorwiegend am Flughafen Panama–Albrook abgewickelt.
Zwischen 1980 und 1989 hieß er Omar Torrijos International Airport. Er verfügt über je eine betonierte und eine asphaltierte Start- und Landebahn. Flughafenbetreiber ist die Tocumen S.A.
Der Flughafen wurde am 1. Juni 1947 von dem zu dieser Zeit amtierenden Präsident Enrique Adolfo Jiménez Brin in Betrieb genommen und die ersten Flüge wurden nach der Fertigstellung der Gebäude durchgeführt.

## Ausbau
Phase I mit einem Investitionsvolumen ca. 21 Mio. US$ vollständig abgeschlossen ist der Ausbau des Terminalbereichs mit neuen Fluggastbrücken, Terminalinfrastruktur und Verkaufsflächen im Terminalbereich.
Ebenfalls abgeschlossen ist Phase II. Sie bezeichnet die Errichtung zwölf vollkommen neuer Parkpositionen für Großraumflugzeuge (Muelle Norte), hierdurch Ermöglichung der Abfertigung des Airbus A380, Ausweitung der Gesamtpassagierkapazität pro Jahr von vorher fünf auf nun zehn Millionen Passagiere, mit einem Investitionsvolumen von ca. 60 Mio. US$.
Phase III bezeichnet das größte Teilprojekt des Ausbaus, Schaffung eines komplett neuen Terminals (Terminal Sur, T2) mit 20 weiteren Fluggastbrücken, ebenso beinhaltet es die Errichtung einer dritten Start- und Landebahn sowie die Umleitung des Flusses Rio Tocumen. Investitionsvolumen beträgt ca. 800 Mio. US$. Diese Bauphase befindet sich gegenwärtig in der Umsetzung (seit 2012), ausführendes Konsortium um die brasilianische Firma Odebrecht. Am Ende können bis zu 20 Millionen Passagiere pro Jahr abgefertigt werden.
Die Phase IV und V folgen in den Jahren 2015 bis 2020, respektive 2025 bis 2030.

## Verkehrszahlen
| Betriebsjahr | Fluggastaufkommen | Luftfracht [t] | Flugbewegungen |
| ------------ | ----------------- | -------------- | -------------- |
| 2012         | 05.844.561        | 110.950        | 093.710        |
| 2013         | 06.962.608        | 116.332        | 110.206        |
| 2014         | 12.782.167        | 110.789        | 121.777        |
| 2015         | 13.434.673        | 096.902        | 137.021        |
| 2016         | 14.741.937        | 110.364        | 140.314        |
| 2021         | 9.163.998         | 202.743        | 88.823         |

## Zwischenfälle
- Am 27. März 1953 brach an einer Curtiss C-46 Commando der AREA Ecuador (Luftfahrzeugkennzeichen HC-SJA) bei der Landung auf dem Flughafen Panama–Tocumen das Fahrwerk zusammen. Die Maschine geriet von der Landebahn ab, stürzte in eine Schlucht und brannte aus. Beide Piloten, die einzigen Insassen auf dem Frachtflug, überlebten den Unfall.[13]

- Am 12. Dezember 1956 überdrehte an einer Curtiss C-46F-1-CU Commando der US-amerikanischen Aerovias Sud Americana (N1662M) der linke Propeller. Da er nicht in die Segelstellung gebracht werden konnte, versuchten die Piloten, zum Flughafen Panama–Tocumen umzukehren. Die Höhe ging jedoch so schnell verloren, dass eine Notwasserung 90 Kilometer südöstlich davon durchgeführt werden musste. Das Flugzeug schwamm noch eine halbe Stunde lang, bis es in 30 Meter tiefem Wasser versank. Beide Piloten, die einzigen Insassen auf dem Frachtflug, überlebten den Unfall.[14]

- Am 4. August 1965 fing das Triebwerk Nr. 2 (links innen) einer Douglas DC-4/C-54D-10-DC der peruanischen Rutas Internacionales Peruanes SA - RIPSA (OB-R-769) nach dem Start vom Flughafen Panama-Tocumen Feuer. Die folgende Explosion eines Treibstofftanks führte zu einem unkontrollierbaren Sinkflug, wobei die Maschine schließlich 4 Kilometer nordöstlich des Flughafens mit Bäumen kollidierte. Die Untersuchung ergab, dass der Triebwerksschaden durch mangelhafte Wartung ausgelöst worden war. Alle 7 Insassen auf dem Frachtflug, drei Besatzungsmitglieder und vier Passagiere, wurden getötet.[15]

- Am 7. Dezember 1965 verunglückte eine Curtiss C-46A-40-CU Commando der argentinischen Aerolineas Carreras Transportes Aéreos (ACTA) (LV-JMC) 40 Kilometer vom Flughafen Panama–Tocumen entfernt, wo sie gestartet war. Alle 7 Insassen, drei Besatzungsmitglieder und 4 Passagiere, die einzigen Insassen auf dem „Frachtflug“, kamen ums Leben. Nähere Einzelheiten sind derzeit nicht verfügbar.[16]

- Am 30. März 1968 stürzte eine Lockheed L-1049G Super Constellation der panamaischen Rutas Aéreas Panameñas SA (RAPSA) (HP-467) kurz nach dem Start vom Flughafen Panama–Tocumen nach Ausbruch eines Brandes im Triebwerk Nr. 3 (rechts innen) ab. Alle 3 Besatzungsmitglieder, die einzigen Insassen auf dem Frachtflug, kamen ums Leben.[17]

- Am 29. März 1980 wurde eine Convair CV-880 der Inair Panama (HP-821) beim Start auf dem Flughafen Panama–Tocumen irreparabel beschädigt. Es gab keine Todesfälle.[18]

- Am 6. Oktober 1980 brach an einer Douglas DC-6BF der Lineas Aereas de Nicaragua (LANICA) (YN-BVI) auf dem Flughafen Panama–Tocumen das Bugfahrwerk zusammen. Das Flugzeug wurde irreparabel beschädigt. Über Personenschäden ist nichts bekannt.[19]